# Benedikt Eppelsheim Blasinstrumente
Benedikt Eppelsheim Blasinstrumente est un fabricant d'instruments à vent de la famille des bois basé à Munich. L'entreprise a été fondée par le facteur d'instruments Benedikt Eppelsheim en 1998, d'abord comme entreprise de réparation. Depuis le décès de Benedikt Eppelsheim, Johannes Beblo (né en 1981) a repris la direction de l'entreprise.

## Instruments
L'entreprise est spécialisée dans les instruments aux registres extrêmes développés en interne de l'entreprise, comme le saxophone basse et le saxophone contrebasse.

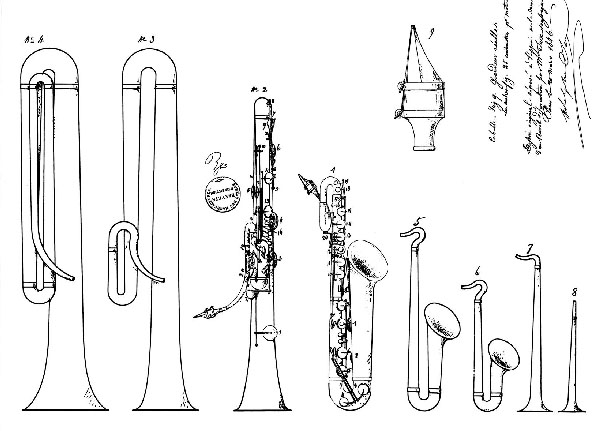
Diagramme des huit saxophones issu du brevet d'invention no 3226 d'Adolphe Sax du 21 mars 1846.

Le tubax (en mi bémol et en si bémol, ce dernier ayant la tessiture d'un saxophone sous-contrebasse) est inspiré du saxophone bourdon sur le croquis du brevet de Adolphe Sax (dessin no 4, à gauche) et du sarrusophone de Pierre-Louis Gautrot. De l'autre côté du spectre, Benedikt Eppelsheim est le seul fabricant au monde à construire le plus petit de tous les saxophones, le soprillo (en si bémol, une octave au-dessus du saxophone soprano).
La maison fabrique également des modèles de clarinette contrebasse et un modèle de contrebasson, appelé contraforte,, conçu en collaboration avec le facteur d'instruments Guntram Wolf (de).
En tant que pièces uniques, Benedikt Eppelsheim fabrique des instruments à vent également comme des sarrusophones.

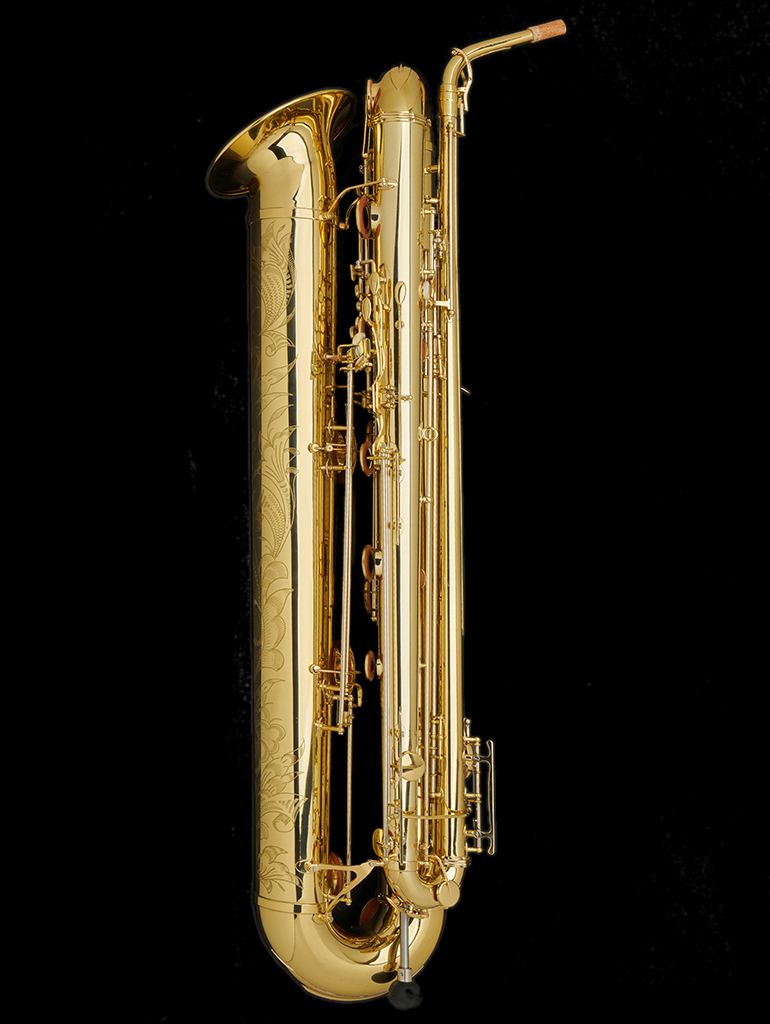
Tubax en mi bémol
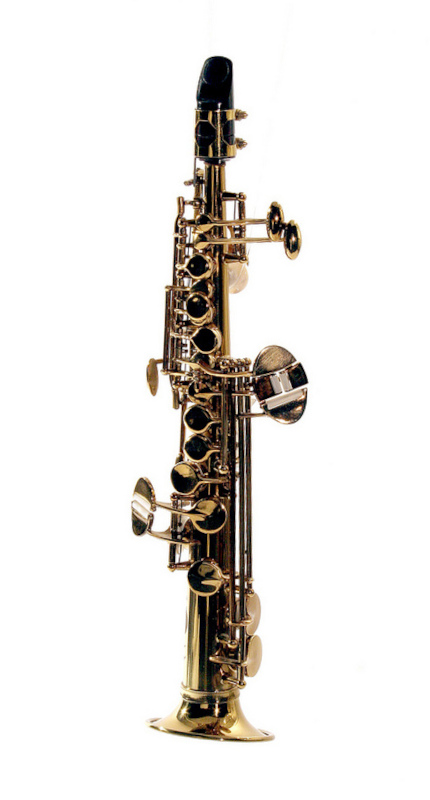
Soprillo
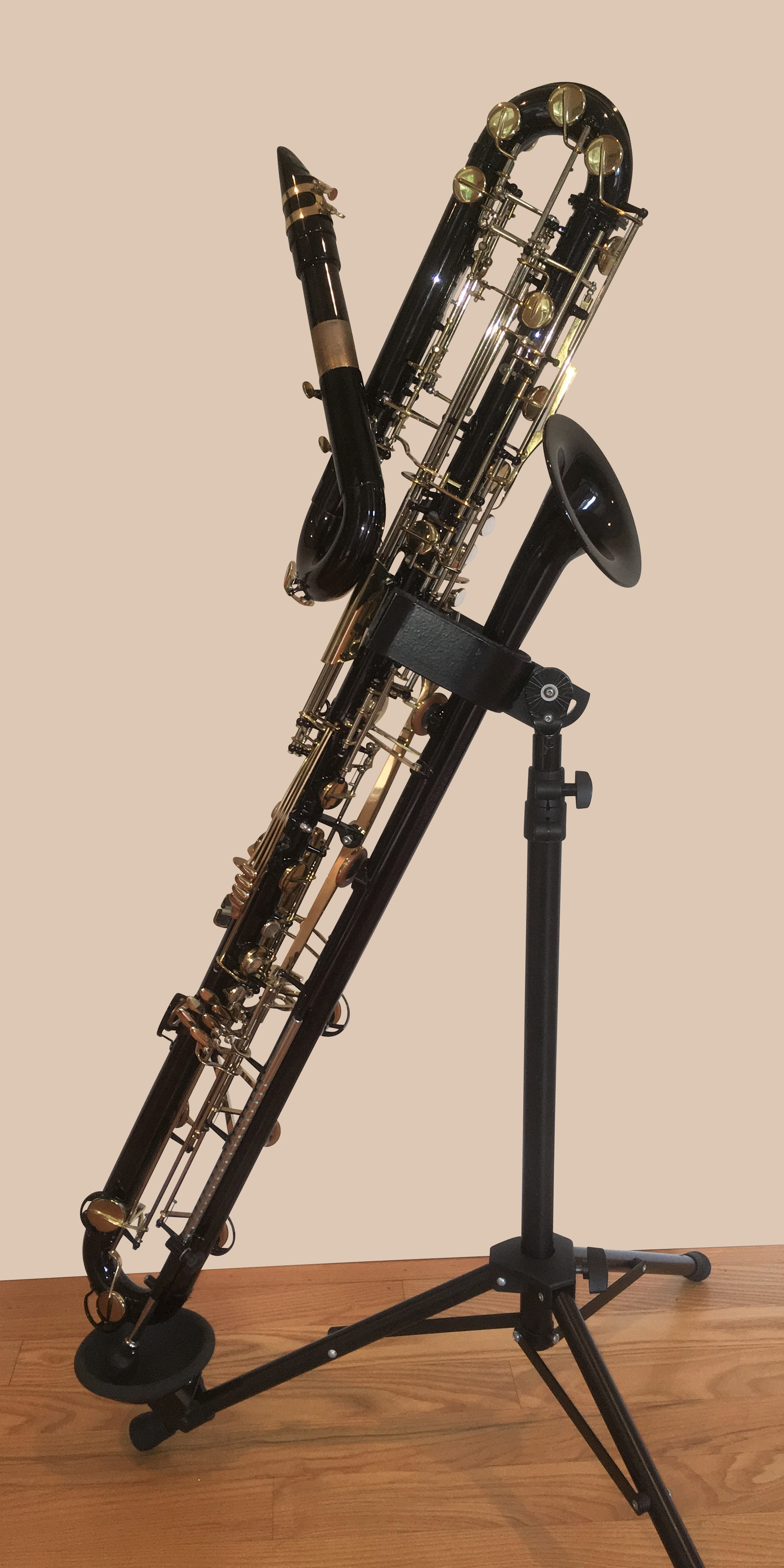
Clarinette contrebasse en si bémol

## Biographie de Benedikt Eppelsheim
Benedikt Eppelsheim (né le 10 juillet 1967 à Munich, décédé le 4 avril 2023) est le cadet d'une fratrie de trois enfants. Après son baccalauréat, il a fait son apprentissage chez le facteur de trompettes Ganter à Munich et a terminé sa formation de facteur de cuivres chez Wenzel Meinl à Geretsried en 1992. Il a passé ses années de compagnonnage chez Münchner Blech- und Holzblasinstrumenten GmbH. Il a cédé à son intérêt pour l'architecture en s'inscrivant à l'université technique de Munich - qu'il a financée en effectuant des travaux de réparation, notamment d'instruments historiques, pour Franz Josef Traut à Munich. En 1998, il a obtenu une licence commerciale et a partagé l'atelier avec Traut après avoir fini de développer la méthode de calcul sur une calculatrice programmable qui lui a permis de concevoir de manière révolutionnaire des instruments inédits comme le tubax (présenté au salon de la musique en 1999) ou le soprillo (commercialisé à partir de 2003).
En 2003, Eppelsheim a passé son examen de maîtrise en facture d'instruments à vent en bois. Il a utilisé le soprillo, développé des années auparavant, comme pièce maîtresse.
En 2001, Eppelsheim a calculé pour Guntram Wolf une version de contrebasson à perce plus large et a développé un concept sur la base duquel Wolf et son fils Peter fabriquent le contrebasson depuis 2002. Benedikt Eppelsheim a également joué un rôle important dans le développement d'autres instruments, comme le hautbois basse spécial dénommé Lupophone (en). En 2008, un nouveau modèle de clarinette contrebasse a été  développé et produit en série.
Benedikt Eppelsheim était considéré comme l'un des meilleurs et des plus innovants concepteurs d'instruments. Uwe Ladwig (de) indiquait : « Il va nous manquer ici-bas. Mais Adolphe Sax a maintenant un interlocuteur d'égal à égal. »

« La communauté musicale a été stupéfaite et profondément attristée par le décès récent et prématuré de Benedikt Eppelsheim. Benedikt était à la fois un génie et un innovateur dans le domaine de la conception, de la fabrication et de l'artisanat des instruments à vent. Ses instruments ont établi de nouvelles normes à la fois en repoussant les limites de ce que les instrumentistes à vent pensaient possible et en créant des instruments ingénieux, fabriqués de manière experte et étonnamment faciles à jouer.
En 2018, alors que je me produisais avec l'Orchestre suisse de saxophones basé à Zurich en tant que soliste et chef d'orchestre, j'ai eu la chance de rendre visite à Benedikt dans son atelier. Cette visite était organisée par Peter Schmid, un extraordinaire joueur de bois contemporain, également membre de l'Orchestre suisse de saxophones. Nous possédons tous deux un certain nombre d'instruments d'Eppelsheim et nous en jouons. Le 5 novembre, Peter nous a conduits tous les trois (y compris ma femme, Jeannie) à Munich, en Allemagne, pour une visite d'un après-midi.
Nous avons passé de nombreuses heures dans son atelier à apprendre plus que nous ne pouvions comprendre sur Benedikt et ses incroyables instruments. Peter et moi avons vu le prototype du Kyhlbass, en do, rangé sur une étagère, et nous avons persuadé Benedikt de nous laisser l'essayer. Peter et moi avons été stupéfaits par le caractère unique de l'instrument, tant par sa sonorité que par sa taille et sa polyvalence. Après beaucoup de discussions et de persuasion, Benedikt a accepté de fabriquer un Kyhlbass en do pour chacun d'entre nous. 18 mois plus tard (juste au début de la fermeture de Covid), le mien est arrivé aux États-Unis. Il y a quelques posts Facebook dans lesquels l'instrument est présenté.
Jeannie a pris des photos et des vidéos de notre visite, mais nous n'avons pas réalisé l'étendue de sa documentation avant de l'avoir examinée la semaine dernière. Nous avons été surpris de trouver autant de vidéos de Benedikt en train de travailler tout en décrivant son métier. J'ai rassemblé ces vidéos pour rendre hommage à Benedikt. Non seulement il est fascinant de voir Eppelsheim à l'œuvre, mais j'espère que cet hommage permettra de mieux comprendre cette âme brillante, humble et généreuse. »

— Paul Cohen, 12 avril 2023